# Tỷ lệ sản lượng ròng thực
Tỷ lệ sản lượng ròng thực (hoặc phạm vi sản xuất dọc) mô tả trong chuỗi giá trị tỷ lệ sản xuất nội bộ (cụ thể của công ty) trên tổng giá trị sản xuất của một công ty.  Tổng giá trị sản xuất của một công ty bao gồm sản xuất nội bộ cộng với tổng hàng hóa và dịch vụ được sản xuất bên ngoài.
{\displaystyle \textstyle Real\,Net\,Output\,Ratio={\frac {internal\,production}{total\,production\,value}}={\frac {internal\,production}{internal\,production\,+\,externally\,produced\,goods\,+\,externally\,produced\,services}}}
Tỷ lệ đầu ra ròng thực 0% liên quan đến một công ty không có sản xuất riêng và do đó chỉ giao dịch.